# Kandalakscha
Kandalakscha (russisch Кандалакша; finnisch Kantalahti; karelisch Kannanlakši) ist eine Hafenstadt in Russland, in der Oblast Murmansk, mit 35.654 Einwohnern (Stand 14. Oktober 2010).

## Lage
Kandalakscha liegt auf der Kola-Halbinsel, 277 km südlich der Gebietshauptstadt Murmansk, am nördlichen Ende der Kandalakscha-Bucht, einem Teil des Weißen Meeres. Die nächstgelegene Stadt ist das rund 20 km entfernte Poljarnyje Sori.

## Geschichte
Die Urbevölkerung des Gebietes waren Samen. Seit Jahrhunderten leben auch Karelier und Pomoren im Gebiet.
Der Ort Kandalakscha war schon im 11. Jahrhundert bekannt. 1526 initiierte der russisch-orthodoxe Missionar Theodoret von Kola den Bau der Johannes-der-Täufer-Kirche, in der die Samen aus der Umgebung getauft wurden. 1548 gründete der Geistliche am gleichen Ort ein Kloster, das bis zum 17. Jahrhundert existierte.
Um 1590 wurde der Ort von den Schweden geplündert und niedergebrannt, im Jahre 1855 wurde er während des Krimkriegs durch die Engländer zerstört.
Anfang des 20. Jahrhunderts erhielt Kandalakscha einen Seehafen sowie einen Eisenbahnanschluss. Damit setzte hier die Industrialisierung ein: Anfang der 1930er-Jahre wurde in Kandalakscha das erste Wasserkraftwerk auf der Kola-Halbinsel sowie eine Maschinenfabrik erbaut.
1938 erhielt Kandalakscha die Stadtrechte.

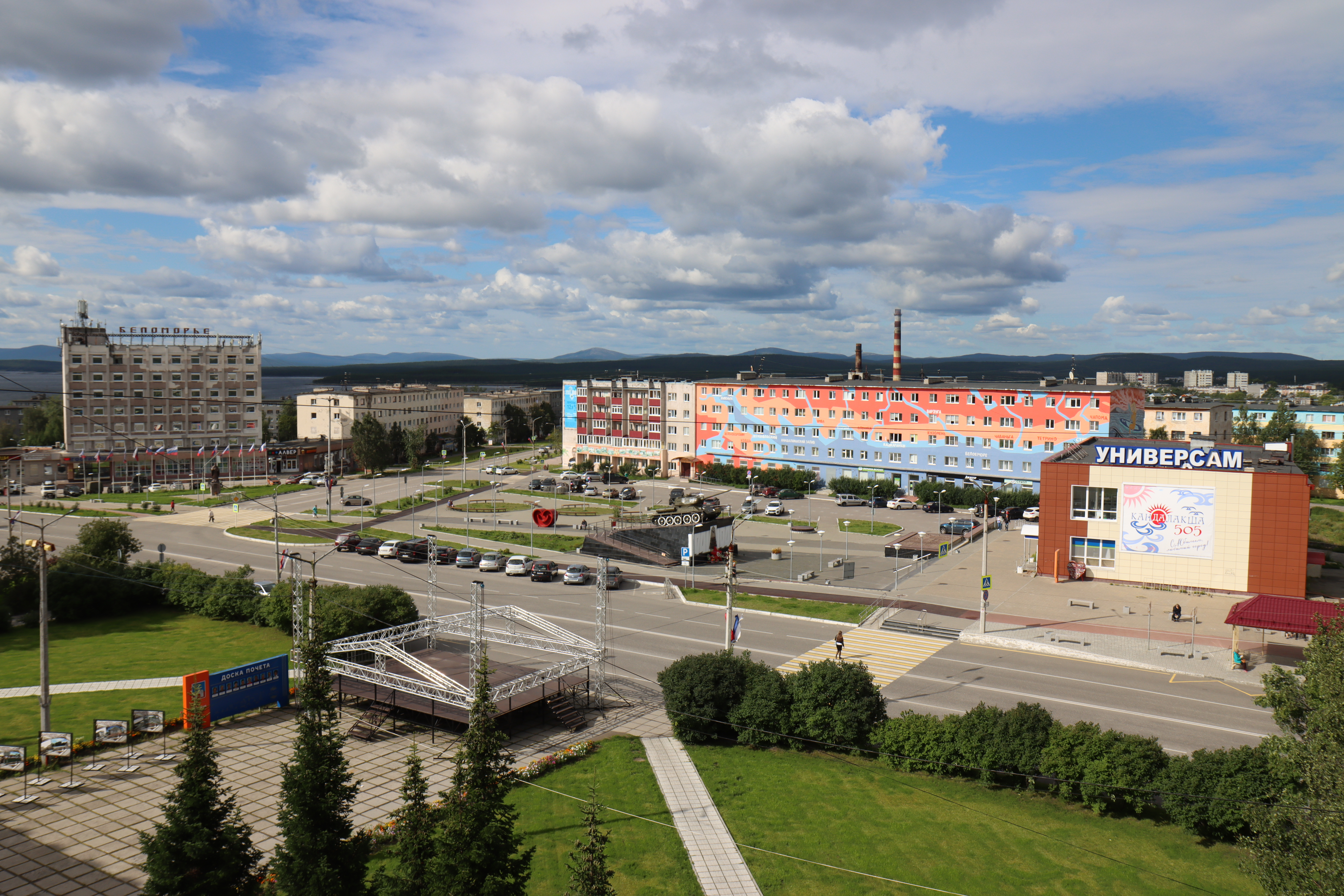
Stadtzentrum von Kandalakscha
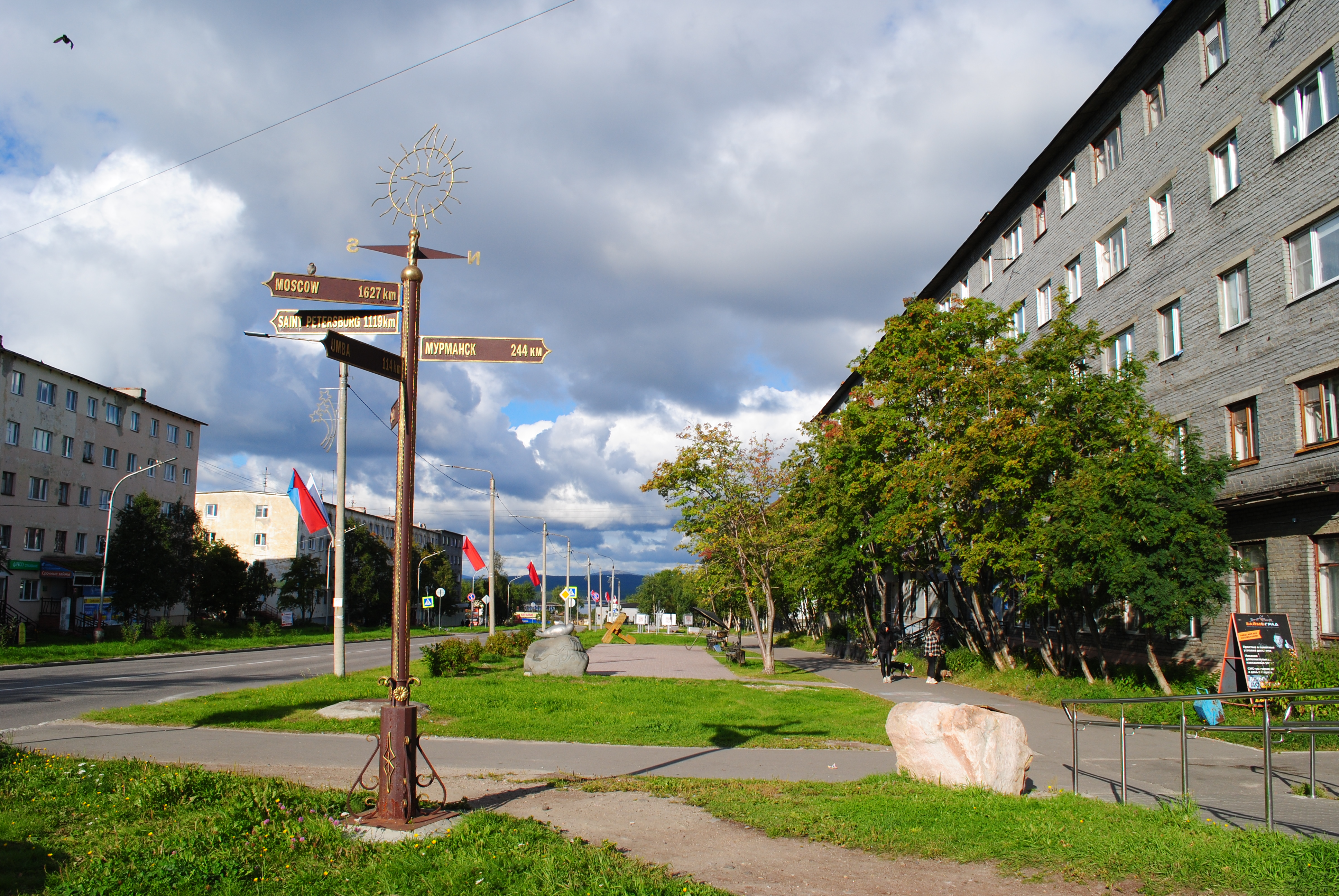
Allee der Freundschaft
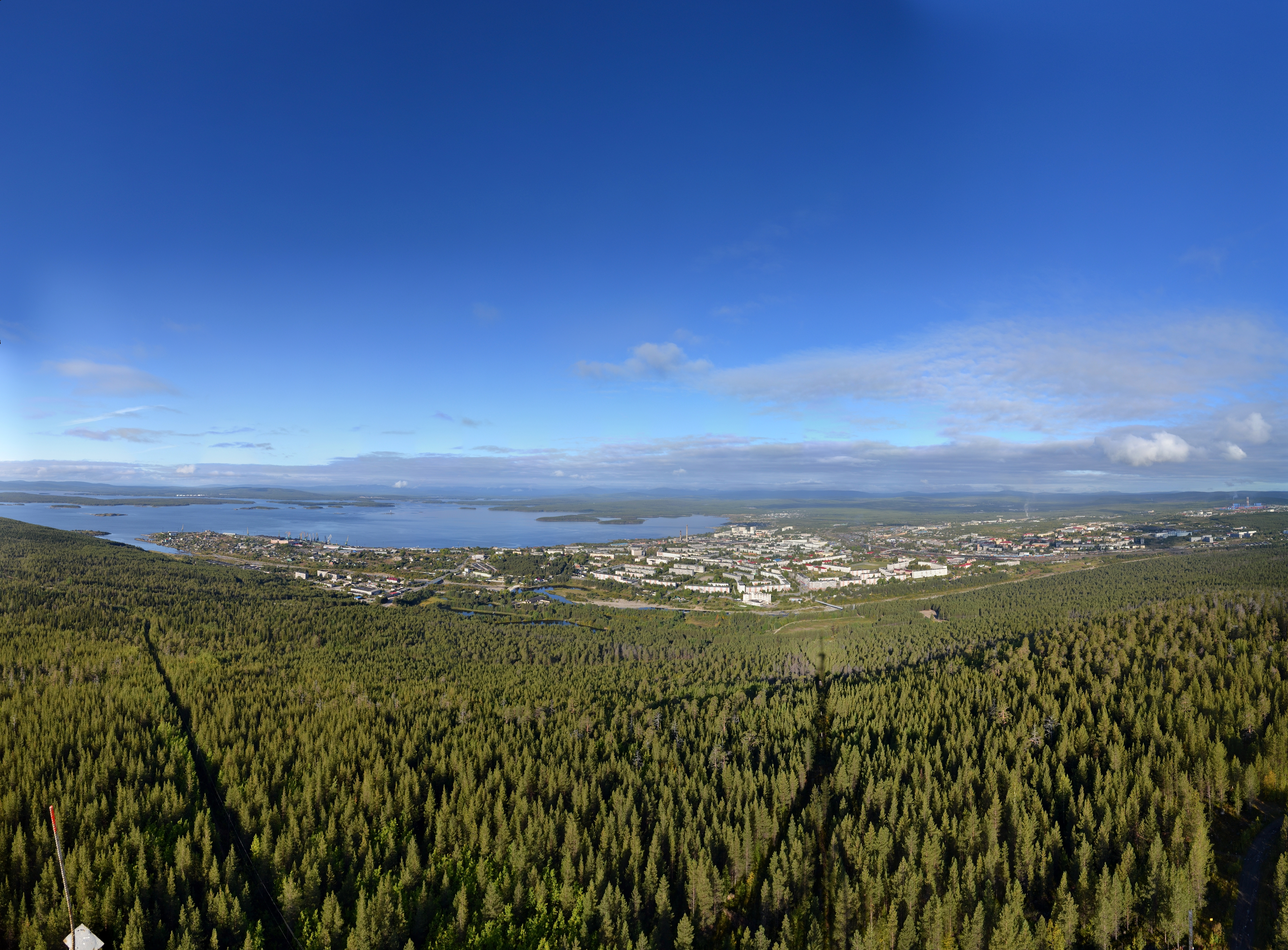
Stadtgebiet (2011)

### Bevölkerungsentwicklung
| Jahr | Einwohner |
| ---- | --------- |
| 1939 | 22.172    |
| 1959 | 38.222    |
| 1970 | 42.656    |
| 1979 | 45.430    |
| 1989 | 54.080    |
| 2002 | 40.564    |
| 2010 | 35.654    |

Anmerkung: Volkszählungsdaten

## Wirtschaft und Verkehr

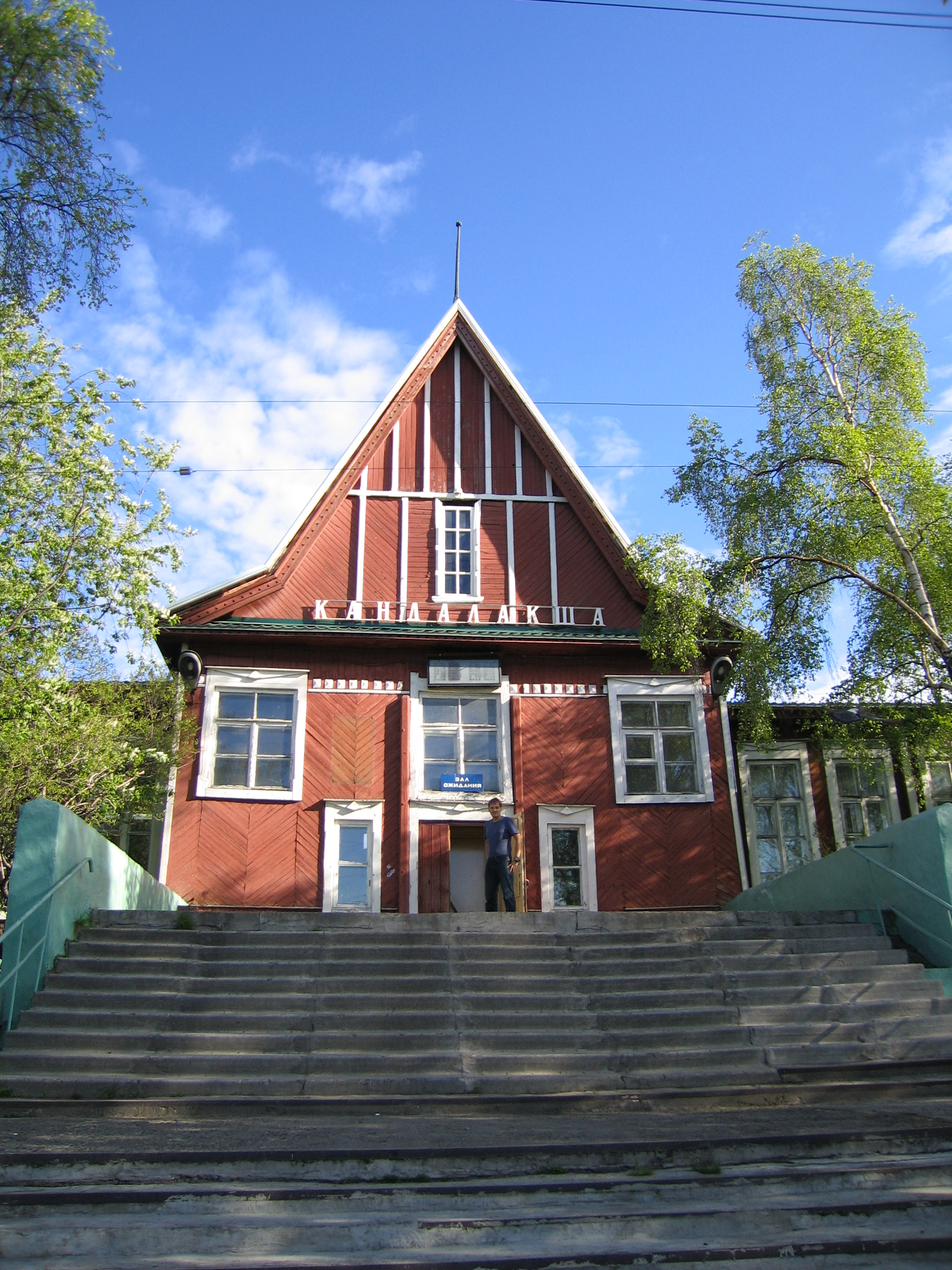
Der Bahnhof von Kandalakscha

Holzverarbeitung und Maschinenbau sind wichtige Wirtschaftszweige der Stadt, außerdem gibt es Aluminium- und Fischfabriken. Kandalakscha liegt an der Fernstraße M18 und besitzt einen Seehafen sowie sechs Wasserkraftwerke. Es hat außerdem einen Bahnhof an der Murmanbahn von Sankt Petersburg nach Murmansk.

## Sehenswürdigkeiten
In Kandalakscha gibt es ein Denkmal für die Opfer der anglo-amerikanischen Intervention (1918–1920). Im nahegelegenen Dorf Kowda steht die Nikolai-Kirche, erbaut 1705. In der Umgebung der Stadt gibt es mit dem Kandalakschaer Sapowednik ein großes Vogelschutz-Naturreservat.

## Persönlichkeiten
Kandalakscha gilt als wichtiger Wintersportort und unter anderem als Austragungsort für Wettbewerbe im Naturbahnrodeln. Aus diesem Grund stammen mehrere bekannte Naturbahnrodler von hier, darunter beispielsweise:
- Alexander Jegorow (* 1985)
- Oksana Jelessina (* 1986)
- Iwan Lasarew (* 1983)
- Jekaterina Lawrentjewa (* 1981)
- Roman Molwistow (* 1981)
- Pjotr Popow (* 1985)
- Pawel Porschnew (* 1983)
- Julija Wetlowa (* 1983)

Weitere Söhne und Töchter der Stadt sind:
- Wladimir Warennikow (* 1955), General und Politiker, Sohn von Walentin Warennikow

## Sport
Die Naturbahnrodel-Junioreneuropameisterschaft 1991 und 2005 fanden in Kandalakscha statt.